# جامعة رباني التعليمية بكابول
جامعة رباني التعليمية بكابول (بالفارسية: پوهنتون تعلیم وتربیه)  (المعروفة سابقًا باسم جامعة كابول التعليمية ) هي جامعة عامة في كابول ، أفغانستان . كانت في الأصل بمثابة مركز تدريب المعلمين في التسعينيات، حيث منحت درجات البكالوريوس لطلابها في الزمالة مع اليونسكو .  خلال رئاسة برهان الدين رباني ، تطورت إلى معهد التربية وتم منحها مكانة معهد التعليم العالي وتم نقلها إلى وزارة التعليم العالي .  تم منحها ميثاقًا رسميًا باعتبارها جامعة في عام 2003.  تعد جامعة كابول التعليمية في رباني من بين أفضل المؤسسات التعليمية في أفغانستان ، وهي من بين أفضل 5 جامعات وفقًا للتصنيفات الوطنية. تصنف جامعة كابول التعليمية في رباني في التصنيف الوطني لأفغانستان، وقد تم تحقيق هذه النتيجة الرائعة في أقل من 20 عامًا. 